# ToCo International
ToCo International is een Nederlands handelsagentschap in muziekrechten, en organisator van promotieactiviteiten en tournees van artiesten. Het werd op 1 april 1989 opgericht door voormalig producer en plugger Ton van den Bremer.
Het richt zich op allerlei muziekstijlen, waaronder blues, jazz, reggae en klassieke muziek, en in het bijzonder op dance/eurodance, europop, house, trance en techno. Begin jaren '90 was het onder meer verantwoordelijk voor de promotie en exploitatie van 2 Unlimited.
ToCo werkt samen met meer dan honderd platenmaatschappijen en is een van de grootste onafhankelijke muziekhandelaren in de wereld. De hoofdvestiging bevindt zich in Curaçao en verder zijn er vestigingen voor de verschillende regio's in Hollandsche Rading, Hongkong, Noosaville en Santiago.
In 1992 werden Van den Bremer en ToCo onderscheiden met de Conamus Exportprijs.